# 科隆号轻巡洋舰
科隆号（德語：Köln）是德国于1920年代建造的三艘柯尼斯堡级轻巡洋舰的末舰，于1929年至1945年3月期间先后服役于国家海军和战争海军，并参加了第二次世界大战。其另外两艘姊妹舰为柯尼斯堡号和卡尔斯鲁厄号。科隆号由威廉港的国家海军船厂承建，于1926年8月开始架设龙骨、1928年5月下水，至1930年1月15日正式投入使用。它配备有九门安装在三座三联装炮塔内的150毫米25式速射炮作为主舰炮，最高速度为32节。
如同其姊妹舰一样，科隆号在整个1930年代都被用作培训海军见习官的教练船，并于该年代后期的西班牙内战期间参与了非干预巡逻。当第二次世界大战于1939年9月爆发后，该舰在北海执行了数次任务，但并未直面英国军舰。1940年4月，它又参加了入侵挪威的威悉演习行动，成为同级舰中唯一幸存的成员。1942年，它被改装为可搭载Fl 282直昇機的试验平台。同年末，科隆号重返挪威，但没有参与重大行动。它一直停留在当地直至1945年初才返回德国；同年3月，它在威廉港遭美国轰炸机击沉。但因其船身能够保持平稳，其外露于水面的火炮仍可作火力支援使用直至1945年5月战争结束。

## 设计

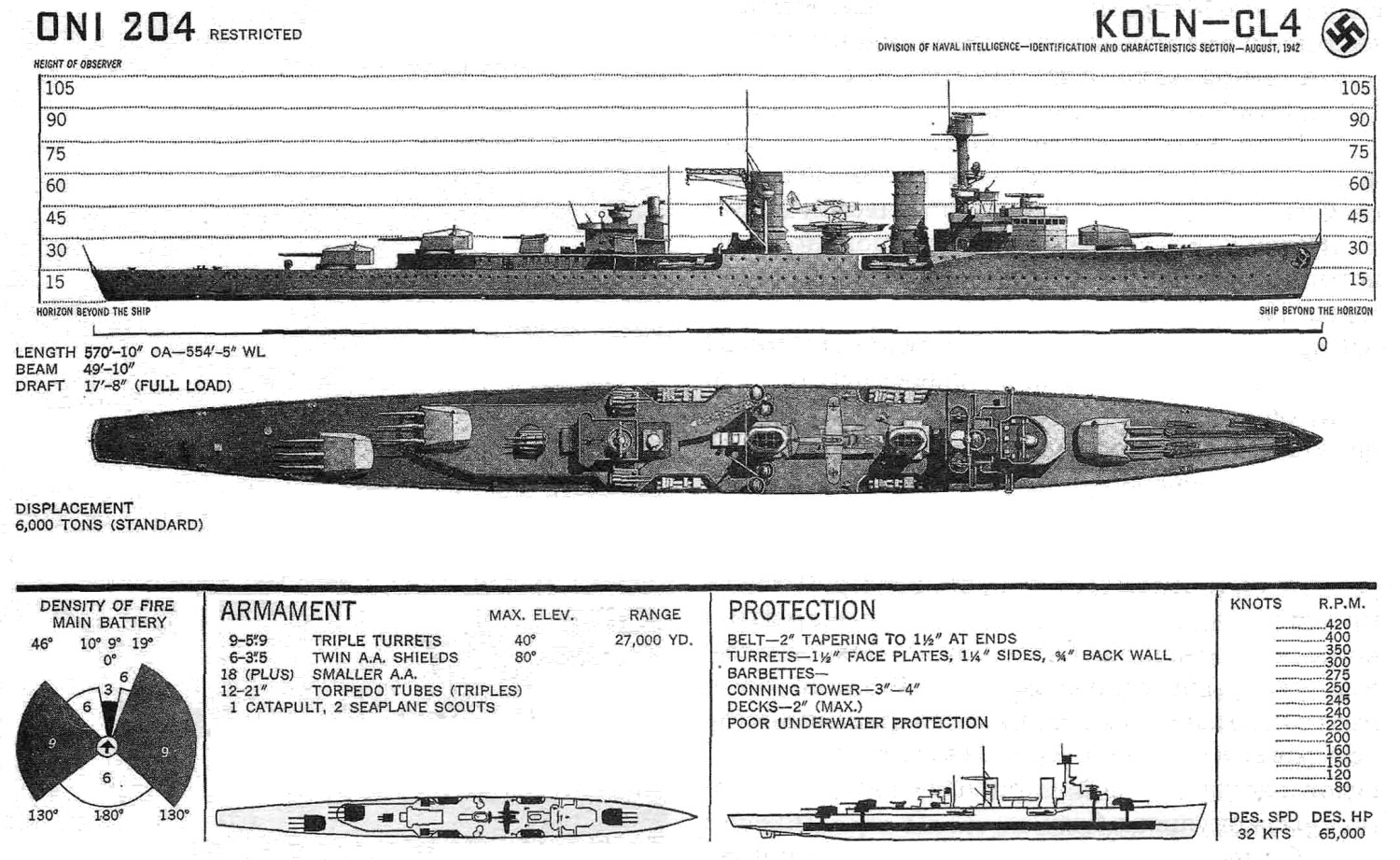
科隆号线描图

科隆号的全长为174（570英尺10英寸），有15.2（49英尺10英寸）的舷宽和最多6.28（20英尺7英寸）的吃水深度。它满载时的作战排水量可高达7,700長噸（7,800公噸）。舰只的推进系统由四台蒸汽轮机和一对10缸四冲程柴油机组成。涡轮机的蒸汽则由六台船用式双头燃油锅炉供应。这些动力装置的额定功率为65,000匹軸馬力（48,000千瓦特）、最高速度为32節（59每小時），并能够以19節（35每小時）的速度续航5,700海里（10,600）。其标准船员编制为21名军官和493名水兵。
科隆号的主舰炮为九门安装在三座三联装炮塔内的150毫米25式速射炮，其中一座位于舰艏，另外两座以背负式布局安置在舰艉。后炮塔可旋转以增加其射界。它们共配备1080发弹药，其中每炮120发。舰只还设有两门单座安装的88毫米45倍径高射炮；各配备400发弹药。科隆号同样搭载有四组设于舰舯的三联装鱼雷发射管，并配备24枚管径为500（20英寸）的鱼雷。此外，舰只还可贮存120枚水雷。在装甲方面，舰只受到40（1.6英寸）厚的装甲甲板和50（2.0英寸）厚的水线装甲带所保护。司令塔的厚度则有100（3.9英寸）。

## 服役历史

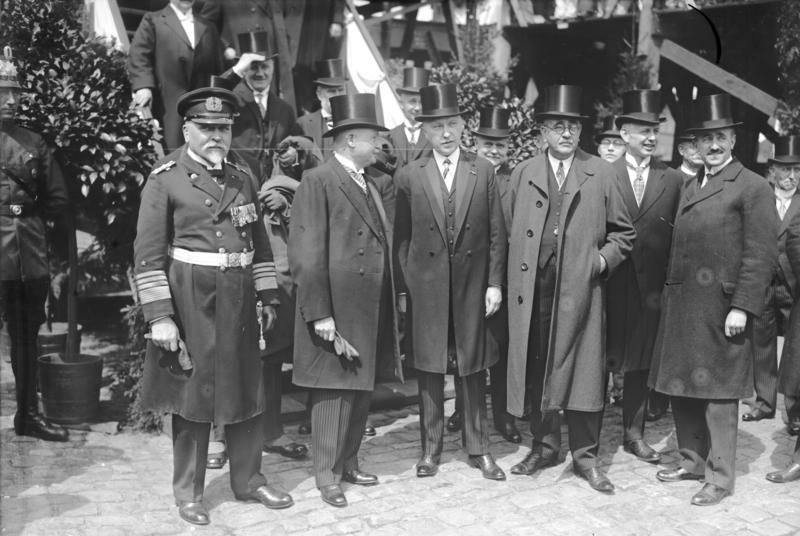
出席科隆号下水仪式的漢斯·曾克爾、威廉·格勒納、康拉德·阿登纳和古斯塔夫·諾斯克

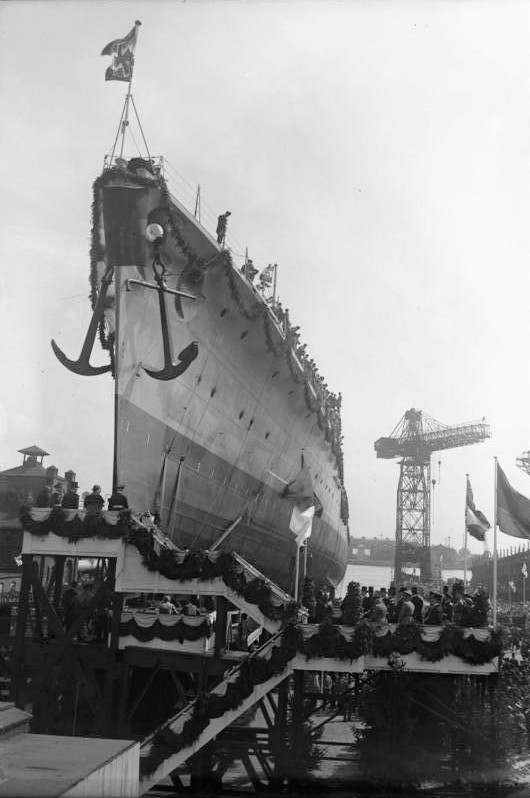
科隆号的下水仪式

科隆号是以“D号巡洋舰”的名义订购，并获得了“阿科纳代舰（Ersatz Arcona）”的临时代号，因其目的是要替代老旧的小巡洋舰阿科纳号。它于1926年8月7日在威廉港的国家海军船厂开始架设龙骨、至1928年5月23日下水，并最终于1930年1月15日投入国家海军使用，成为同级舰中最后一艘完工的成员。入役后，科隆号花了一年的时间在波罗的海进行海上试航和训练。它于1931年展开初次改装，其原有的两门单装88毫米高射炮被替换成双联装样式，后部舰艛得到扩大，并在舰艉安装了射击指挥仪。科隆号于1932年初启程巡航前往大西洋，以进行更广泛的海试。返航后，它搭载着首批军校学员展开环球巡航，于1932年底离开德国。旅程持续了整整一年；使它得以在世界多地的港口经停，包括大西洋、太平洋、印度洋和地中海。在澳大利亚，旅程则先后在阿德莱德、墨尔本、悉尼和霍巴特等地停留，期间还参加了几场与当地球队对垒的足球公开赛，其中便包括悉尼的澳洲皇家海軍队。
1935年，科隆号安装了一副飞机弹射器和用于搬运浮筒飞机的吊杆，并在烟囱后部加装了一副单杆桅。它一直被用作教练船直至1936年初，然后转而担任渔业保护职能。同年晚些时候，舰只在西班牙内战期间加入了非干预巡逻的队伍。当德國號裝甲艦在所谓的“德国号事件”中遭到西班牙共和派轰炸机袭击后，由科隆号负责将负伤的船员从德国号转运回德国。科隆号在西班牙海域共执行了四次巡逻，然后于1938年回到北海恢复渔业保护值勤。同年晚些时候，舰只驶入基尔的旱坞进行再度改造。

### 第二次世界大战
1939年3月，科隆号参与了德国要求从立陶宛吞并梅梅尔的行动。同年晚些时候，它与战列舰格奈森瑙号以及装甲舰德国号、舍尔将军号和施佩伯爵将军号一同，在大西洋进行了一系列的大规模演习。在8月的最后几天，科隆号奉命驻扎在波罗的海西部，以防止波兰舰只在9月1日德国入侵波兰后出逃；但它未能完成这项任务。随后，它随姊妹舰柯尼斯堡号和其它几艘德国巡洋舰在北海布设了一个防御性雷区。
10月7－9日，科隆号与格奈森瑙号和九艘驱逐舰一同向北海出击。它们的目标是将英国皇家海军的部队引诱越过U艇线并进入德国空军的射程范围，但在这两方面都失败了。英国人发动了一次由12架威靈頓轟炸機组成的空袭，同样也未能击中任何一艘德国军舰。10月20－22日，科隆号和轻巡洋舰莱比锡号负责护送战列舰格奈森瑙号和沙恩霍斯特号进行它们首次前往北大西洋的出击。科隆号及莱比锡号于22日脱离该部队前往斯卡格拉克海峡，并与德国号及三艘鱼雷艇一同展开对同盟国商用船舶的无果巡逻。巡逻一直持续至11月25日，却未能找到任何同盟国货轮。12月13日，科隆号、莱比锡号和纽伦堡号又为几艘在纽卡斯尔附近布设攻击性雷区后返航的驱逐舰提供掩护。

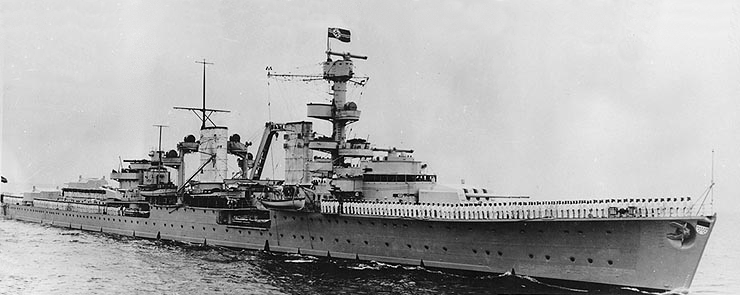
约1936年的科隆号

1940年4月，科隆号参加了入侵挪威的威悉演习行动。它被分配至第3集群，与姊妹舰柯尼斯堡号一同负责攻击卑尔根。它毫发无损地抵达目标海港，但柯尼斯堡号却不那么幸运；被挪威的海岸炮严重击损。尽管如此，科隆号还是利用其主炮对德国步兵的登陆提供了支援。在确保港口的安全后，它与两艘驱逐舰共同返回德国。1940年末，舰只驶入旱坞作进一步的改造。它安装了消磁线圈，并在B炮塔顶部设置了直升机起降平台。此后，科隆号一直担当Fl 282直昇機的试验台，直至1942年才结束这项任务。
1941年9月，当仍搭载着Fl282型直升机进行试验期间，科隆号也为在里加湾的希乌马岛攻击苏联阵地的德国地面部队提供炮火支援，并炮击了设于里斯蒂纳的苏联阵地。该舰还加入了由战列舰提尔皮茨号、舍尔将军号、轻巡洋舰纽伦堡号以及若干驱逐舰和鱼雷艇组成的波罗的海舰队，旨在阻止苏联军舰从波罗的海东部逃离。然而，并没有任何苏联军舰尝试这样做。7月13日，苏联潜艇Shch-322号企图攻击科隆号，但该巡洋舰的护航舰只迫使苏联潜艇中断了攻击。

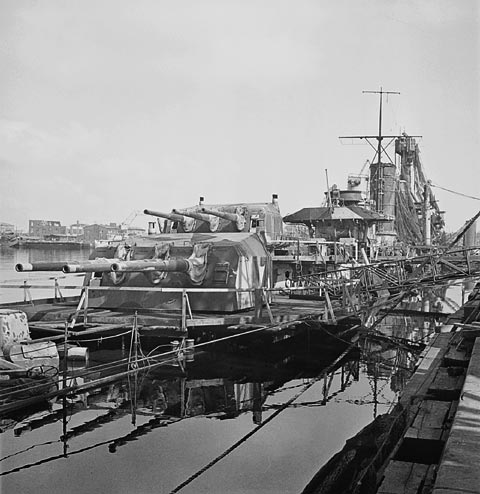
战后沉没在威廉港的科隆号

至1941年底，科隆号被转移至北海，并驶入旱坞进行最后一次重大改造。其中包括在前司令塔的顶部安装FuMO 21型雷达装置。1942年7月，科隆号离开德国，加入在挪威日益壮大的海军部队，但没有参与任何重大行动。9月13日，它随舍尔将军号、希佩尔将军号以及两艘驱逐舰一同，试图袭击PQ18号护航船队。在从纳尔维克前往阿塔峡湾途中，这支区舰队遭到了英国潜艇底格里斯号的袭击，但鱼雷只从德国舰只的尾部穿过。护航船队则遭到了U艇和远程轰炸机的袭击，导致十三艘货轮沉没。科隆号于1943年1月返回德国，并于2月17日在基尔退役。1944年初，它被送往旱坞进行大修，以备重返作战任务；这项工程于7月1日完成。随后，该舰曾临时作为一艘教练船服役，直至被派往挪威为德国商船提供护航。在7月7日从克里斯蒂安桑出发的航行中，舰只在斯卡格拉克海峡布设了一个防御性雷区。7月14－15日，它与三艘驱逐舰在前往特隆赫姆之前又布下另一片雷区。
12月13－14日夜晚，科隆号在奧斯陸峽灣遭到英国轰炸机的袭击；几次近距脱靶损坏了舰只的推进系统，需要在德国进行维修。它于1945年1月23日与希佩尔将军号及一艘驱逐舰共同离开挪威，并于2月8日抵达基尔。然后科隆号前往威廉港，却在那里再次遭到盟军轰炸机的袭击。3月30日，来自美國第八航空隊的B-24轟炸機袭击了海港；科隆号被击中，舰身平稳地下沉。由于其火炮仍然外露于水面，该舰被用作浮动炮台，以协助城市抵御盟军的进攻。它一直担任此职能直至同年5月战争结束。战后，舰只在原地进行了部分拆除，并于1956年最终打捞拆解报废。